# 假阳狂蛛
假阳狂蛛（学名：Zelotes pseudoapricorum）为平腹蛛科狂蛛属的动物。在中国大陆，分布于甘肃、新疆等地，多生活于水渠石块下。该物种的模式产地在甘肃。